# Europawahl in Schweden 2009

Die Karte zeigt die Mehrheitsverhältnisse nach Europäischen Parteien und Gemeinden:
Mehrheit für die S&D
Mehrheit für die EVP
Mehrheit für die ALDE
Mehrheit für die Grünen/EFA

Die Europawahl in Schweden fand am 7. Juni 2009 statt. Sie war Teil der in der ganzen Europäischen Union stattfindenden Europawahl 2009, wobei Schweden 18 von 736 Abgeordneten des Europäischen Parlaments stellte. Gemäß dem Vertrag von Nizza war dies ein Abgeordneter weniger als bei der vorhergehenden Europawahl 2004. Nach Inkrafttreten des Vertrags von Lissabon am 1. Dezember 2009 rückten zwei weitere schwedische Abgeordnete in das Parlament nach.

## Wahlmodus
Die Wahlen fanden nach dem Verhältniswahlrecht statt, wobei ganz Schweden einen einzigen Wahlkreis bildete. Wie bei den Wahlen zum schwedischen Reichstag gab es eine 4 %-Sperrklausel.

## Ergebnisse
Das Endergebnis der Wahl wurde am 11. Juni 2009 durch die schwedische Wahlaufsichtsbehörde Valmyndigheten bekanntgegeben. Stärkste Partei wurden wie bei der Europawahl 2004 die Socialdemokraterna vor den konservativen Moderaterna, die jeweils ihre Sitzzahl halten konnten. Hauptgewinner der Wahl waren die grüne Miljöpartiet und vor allem die Piratpartiet, die aus dem Stand 7,13 % der Stimmen und einen Sitz im Parlament gewann. Verlierer war neben der linken Vänsterpartiet vor allem die europaskeptische Junilistan, die alle drei Parlamentssitze einbüßte.
Die Wahlbeteiligung lag bei 45,5 % und damit höher als bei der Europawahl 2004 (37,9 %), aber deutlich niedriger als bei der letzten Wahl zum Schwedischen Reichstag 2006 (82,0 %).
| Partei oder Koalition       | Partei oder Koalition       | Europäische Partei          | Europäische Partei                                   | Fraktion                    | Stimmen | +/-     | Prozent | +/-      | Mandate | +/-     |
| --------------------------- | --------------------------- | --------------------------- | ---------------------------------------------------- | --------------------------- | ------- | ------- | ------- | -------- | ------- | ------- |
|                             | Socialdemokraterna          |                             | Sozialdemokratische Partei Europas                   | S&D                         | 773513  | +156550 | 24,41 % | -0,15 %  | 5 (6)   | ±0 (+1) |
|                             | Moderaterna                 |                             | Europäische Volkspartei                              | EVP                         | 596710  | +138312 | 18,83 % | +0,58 %  | 4       | ±0      |
|                             | Folkpartiet liberalerna     |                             | Europäische Liberale, Demokratische und Reformpartei | ALDE                        | 430385  | +182635 | 13,58 % | +3,72 %  | 3       | +1      |
|                             | Miljöpartiet                |                             | Europäische Grüne Partei                             | Grüne/EFA                   | 349114  | +199511 | 11,02 % | +5,06 %  | 2       | +1      |
|                             | Piratpartiet                |                             | Parteilos                                            | Grüne/EFA                   | 225915  | +225915 | 7,13 %  | +7,13 %  | 1 (2)   | +1 (+2) |
|                             | Vänsterpartiet              |                             | Parteilos                                            | GUE/NGL                     | 179182  | -142162 | 5,66 %  | -7,14 %  | 1       | -1      |
|                             | Centerpartiet               |                             | Europäische Liberale, Demokratische und Reformpartei | ALDE                        | 173414  | +16156  | 5,47 %  | -0,79 %  | 1       | ±0      |
|                             | Kristdemokraterna           |                             | Europäische Volkspartei                              | EVP                         | 148141  | +5437   | 4,68 %  | -1,01 %  | 1       | ±0      |
|                             | Junilistan                  |                             | EUDemokraten                                         | EUDemokraten                | 112355  | -251117 | 3,55 %  | -10,92 % | 0       | -3      |
|                             | Sverigedemokraterna         |                             | Parteilos                                            | Parteilos                   | 103584  | +75281  | 3,27 %  | +2,14 %  | 0       | ±0      |
|                             | Feministiskt initiativ      |                             | Parteilos                                            | Parteilos                   | 70434   | +70434  | 2,22 %  | +2,22 %  | 0       | ±0      |
|                             | Übrige Parteien             | Übrige Parteien             | Übrige Parteien                                      | Übrige Parteien             | 5799    | -20475  | 0,18 %  | -0,86 %  | 0       | ±0      |
| Gültige Stimmen             | Gültige Stimmen             | Gültige Stimmen             | Gültige Stimmen                                      | Gültige Stimmen             | 3168546 | +656477 | 98,17 % | -0,86 %  | 18      | -1      |
| Ungültige/leere Stimmzettel | Ungültige/leere Stimmzettel | Ungültige/leere Stimmzettel | Ungültige/leere Stimmzettel                          | Ungültige/leere Stimmzettel | 59015   | -13380  | 1,83 %  | +0,86 %  | 0       | ±0      |
| Gesamt                      | Gesamt                      | Gesamt                      | Gesamt                                               | Gesamt                      | 3227561 | +643097 | 45,53 % | +7,68 %  | 18 (20) | -1 (+1) |